# Drănic
Drănic là một xã thuộc hạt Dolj, România. Dân số thời điểm năm 2002 là 3068 người.